# سینبار (واشینگتن)
سینبار (به انگلیسی: Cinebar) یک منطقهٔ مسکونی در ایالات متحده آمریکا است که در شهرستان لوئیس، واشینگتن واقع شده‌است. سینبار ۵۱۷ نفر جمعیت دارد و ۳۳۸٫۰۳ متر بالاتر از سطح دریا واقع شده‌است.